# Matthew Arnold
Matthew Arnold (ur. 24 grudnia 1822 w Laleham, Middlesex, zm. 15 kwietnia 1888 w Liverpoolu) – angielski poeta i krytyk kulturalny; pracował jako inspektor szkolny. Jego ojcem był historyk i pedagog Thomas Arnold.
Absolwent Oksfordu. Najlepsze dzieła stworzył przed czterdziestym rokiem życia, kiedy to zwrócił się bardziej w stronę krytyki literackiej i kulturalnej. W jego poezji widać wpływy Williama Wordswortha, czego zresztą sam Arnold nie ukrywał. W latach 1867–1869 napisał ogólnokrytyczne dzieło Culture and Anarchy, w którym po raz pierwszy określił część wiktoriańskiego społeczeństwa mianem "filistrów" w sensie ludzi pogardzających intelektem, sztuką i pięknem na rzecz materialnie wyrażonego dobrobytu i kiczu.
Poeta rozpoczął swoją karierę literacką jeszcze w szkole, zdobywając nagrodę za poemat Alaric at Rome. Do najbardziej znanych wierszy Arnolda należy poemat epicki Sohrab i Rustum, opublikowany w 1853.

## Kariera literacka
W 1852 roku, Arnold opublikował swój drugi tom poematów, Empedocles on Etna, and Other Poems. W 1853 opublikował Poems: A New Edition, który była selekcją dwóch wcześniejszych tomów wierszy. Jednakże nie zawierał on tekstu Empedocles on Etna, zamiast którego zostały dodane dwa poematy:  Sohrab i Rustum  i The Scholar Gipsy. W 1854 pojawiła się również książka Poems: Second Series, która zwierała wiersz pod tytułem Balder Dead.

## Śmierć
Arnold niespodziewanie umarł w 1888 roku z powodu niewydolności serca. Stało się to w czasie pośpiechu na pociąg, który miał go zabrać do Liverpool Landing Stage, gdzie miał spotkać swoją córkę. Jego żona umarła w czerwcu 1901 roku.